# Ráctanya
Ráctanya (Rațiu) település Romániában, Szatmár megyében.

## Fekvése
Tasnád közelében fekvő település.

## Története
Ráctanyát a második világháború után alapították, Tasnád közelében.
1956-ban 215 lakosa volt.
1992-ben 64 lakosa volt, melyből 63 román, 1 ukrán volt. Ebből 51 görögkeleti ortodox, 11 görögkatolikus, 2 egyéb volt.